# Chartreuse de Ferrare
La chartreuse Saint-Christophe de Ferrare est un ancien monastère de chartreux situé à Ferrare.

## Histoire
La chartreuse de Saint-Christophe est fondée dans le faubourg nord-ouest de la ville par Borso d'Este, duc de Modène et Ferrare. Il commence les constructions en 1452 et les offre à l’Ordre des chartreux en 1461. La prise de possession se fait aussitôt. La maison est largement dotée. En 1498, on commence la construction d’une nouvelle église, attribuée à Biagio Rossetti, et terminée en 1551, qui devra être restaurée après le tremblement de terre de 1570.   
La maison est supprimée par décret de la république italienne en 1804. Le monastère et l'église sont fermés et deviennent la propriété de la ville et, en 1811, elle est transformée en « camposanto », tout comme le Cimetière monumental de la Chartreuse de Bologne.
L'Église Saint-Cristophe de la chartreuse (it) est re-consacrée en 1813 et reste en usage.
Les bombardements aériens en 1944, endommagent l'abside, le chœur, le clocher et le côté sud de l'église. Les restaurations sont encore incomplètes, lorsque le tremblement de terre de 2012 a encore endommagé les fondations, limitant son utilisation.

## Description
Le complexe original comprend une église, un jardin du prieur, un petit et un grand cloître, ce dernier entouré des cellules des moines, et des magasins et ateliers (distillerie). Une deuxième église est construite au XVIe siècle et ouverte au culte en 1551. La première église et les ateliers ont été détruits au XIXe siècle. 
Après la suppression des ordres religieux, le site est choisi pour y établir un vaste cimetière public, en raison de la taille du terrain et de son éloignement du centre de la ville.
L'église du XVIe siècle, (Église Saint-Cristophe de la chartreuse (it)), fait partie du cimetière.

## Œuvres d'art

### Peintures
Un inventaire de 1770 répertorie les éléments suivants :
Les douze chapelles avaient des toiles représentant la Passion du Christ par Niccolò Roselli (en). L'autel à droite de l'allée avait une toile avec Le Jugement dernier avec les Sibylles de Sebastiano Filippi. Ce côté avait également un Saint Jérôme, copie d'une œuvre d'Agostino Carracci pour la chartreuse de Bologne, copiée par Francesco Naselli ; Le Bienheureux Niccolo Albergati, par un peintre chartreux inconnu; et saint Bruno à la prière à Squillace rencontré par Roger I de Sicile par Scarsellino. Dans les arcades de la chapelle principale se trouvaient deux toiles représentant Bienheureux moines chartreux Etienne Macconi et Pierre Petroni de Carlo Bononi.
Le tabernacle de l'autel principal contenait des peintures d' Agostino Carracci. Sur le baldaquin était une toile de Francesco Ferrari (painter) (en). À la statuaire du maître-autel se trouvaient des œuvres de Pierro Turchi. Les toiles latérales représentent la Vierge suppliant Saint Bruno et ses collègues de retourner à l'Ermitage et Saint Bruno devant Roger Ier de Sicile par Giuseppe Avanzi. Au centre, sur la façade de la cloison qui sépare le chœur des moines, se trouvait une représentation de Saint Christophe de Sebastiano Filippi. Fillipi a également peint une toile à côté du presbytère, représentant l'Ascension. Dans la contre-façade se trouvaient deux Saints évêques de Maurelio Scanavini (en).
L'oratoire à côté du presbytère avait un Saint Bruno et d'autres moines en prière et le réfectoire avait Les noces de Cana (1622) par Bononi. La chapelle du prieur avait une Vierge à l'Enfant et Saint Bruno de l'école de Le Guerchin.

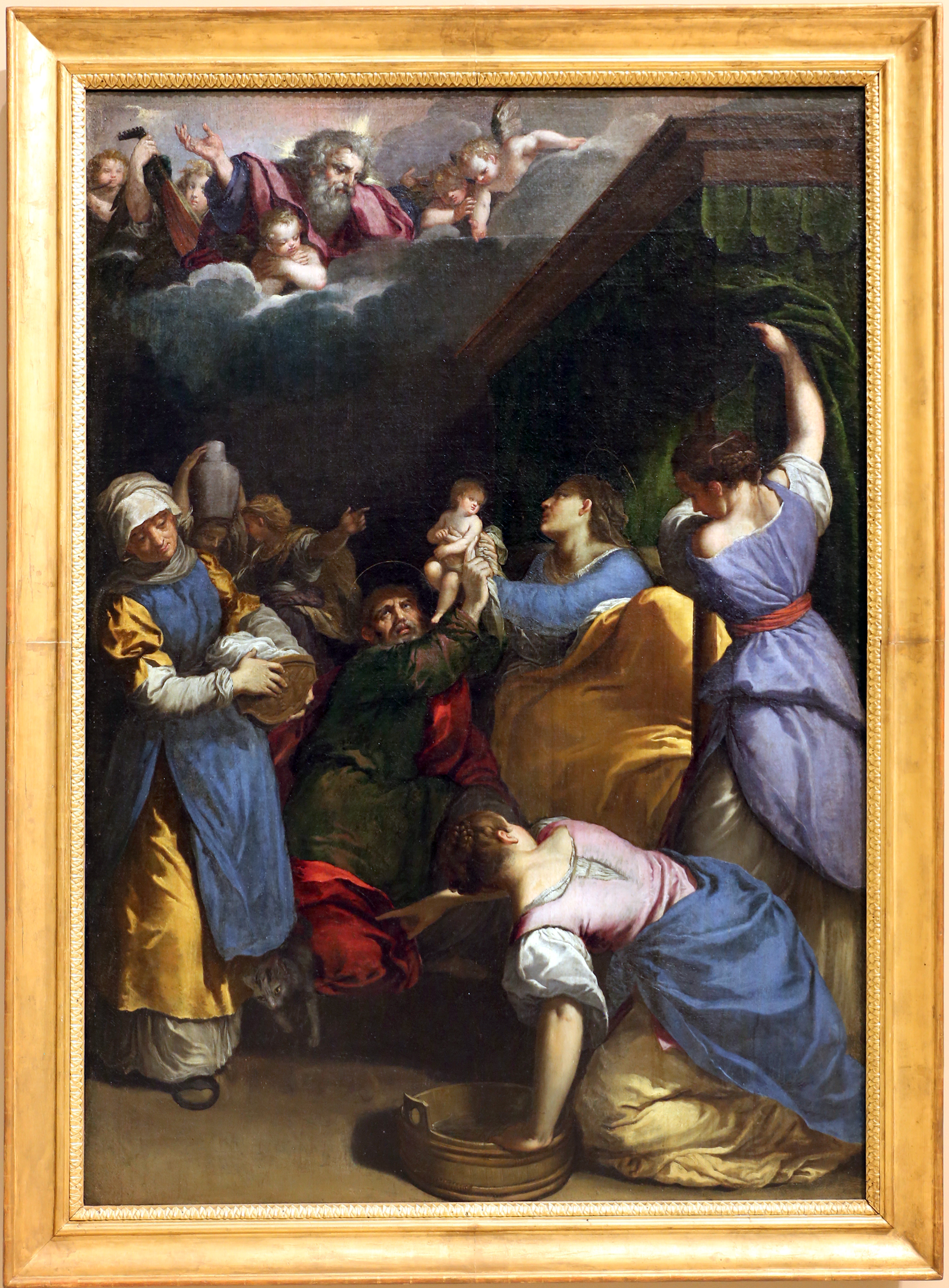
Scarsellino, Nativité de la Vierge, 1607

D'autres œuvres du monastère comprenaient les peintures de suivantes :
- Jacopo Bambini : La Cène
- Carlo Bononi : Vierge à l'Enfant en Gloire avec Chérubins, Bienheureux Pietro Petroni (demi-portrait) (par Leonello Bononi mais retouché par Bononi) et Saint Pierre, apotre (Portrait en buste)[5].
- Lorenzo Costa : Pieta[6].
- Dosso Dossi (attribué à): Portrait d'une princesse d'Estense , Arche de Noé, Vierge à l'enfant avec St Joseph et deux autres saints[5].
- Giovanni Battista Benvenuti (Ortolano Ferrarese): adoration du berger , adoration des mages, saint Benoît et une demi-figure de la Vierge à l'enfant et une autre toile similaire avec la Sainte Famille avec saint Joseph ; Ortolano a également peint une lunette en arc avec le même sujet[7].
- Sebastiano Filippi : moine chartreux[8].
- Garofalo (attribué à): Adoration des Mages , Visitation , St Bruno , une Vierge à l'Enfant et un St Jérôme en Paysage[8].
- Benedetto Gennari : Saint Paul
- Giuseppe Mazzuoli , (le Bastarolo): un saint François avant le crucifix
- Domenico Mona : Annonciation , un Christ crucifié avec les saints François, François de Paole et Niccola et une Vierge à l'enfant (demi-*chiffres)[9] .
- Alessandro Naselli (en) : Vierge à l'enfant (demi-chiffre)[10].
- Camillo Ricci : St Hyacinthe de Pologne[6].
- Gabriello Rossi : la façade du cloître avait une quadrature à colonnes et une fresque de Saint Bruno aux anges[8].
- Ippolito Scarsella, nommé Scarsellino : Nativité de la Vierge[11], [12]aujourd’hui à la Galleria Estense à Modène, Flagellation du Christ, et Madonne di Reggio.

### Enluminures
- Borso d'Este[note 2] et les princes de l’Église faisaient exécuter des miniatures qui étaient, le plus bel ornement de la chartreuse de Ferrare[13]. Il fait exécuter vers 1455, pour la chartreuse qu'il a fondée, un graduel et un antiphonaire par Bartolomeo da Ferrara[14].

- Guglielmo Giraldi a enluminé des ouvrages du couvent, notamment des miniatures de la Bible en 4 volumes; il collabora aussi largement aux miniatures des graduels de la chartreuse[15].

## Personnalités liées à la chartreuse

### Prieurs
- 1469 : André de Hongrie, Profès de Ferrare, il est hôte à Bologne en 1464, puis à Venise, puis à Florence. Élu prieur de sa maison de profession en 1469, il est déposé à la suite de calomnies, dont il est lavé en 1472.

- 1692 : Daniel Campanini (†1727), né à Ferrare, il entre à la chartreuse de sa ville natale et y fait profession en 1681. Il en est élu prieur en avril 1692 et à sa demande instante est déposé en 1698. Il se voit imposer à nouveau cette charge en 1703, convisiteur de la province de Toscane en 1715, visiteur en 1719. Il obtient d’être remis au cloître en 1725[16].

### Note
1. ↑  cimetière en Italie, spécialement lorsqu'il présente une valeur archéologique ou artistique.
2. ↑  La collection de livres de la Maison d'Este fut transférée en 1598 de Ferrare à Modène, puis disséminée.